# Кводлибет
Кво́длибет (ср.-лат. quodlibet, от лат. quod libet — что угодно) — старинная техника музыкальной композиции, а также пьеса, как правило, шуточного характера, написанная в этой технике. Суть кводлибета в комбинировании «по горизонтали» (последовательно) или сочетании «по вертикали» (одновременно) известных мелодий, с текстами или без них. Кводлибеты, как правило, многоголосны (одноголосные кводлибеты редки).

## Краткая характеристика
В трактате «Музыкальные пропорции» (ок. 1475 г.; кн. III, гл.4) Тинкторис описывает (с нотным примером) двухголосный кводлибет (без самого этого слова), в верхнем голосе которого звучит популярная итальянская песня XV века «O rosa bella» (приписываемая Дж. Данстейблу), в то время как в теноре звучит начало шлягера «L’homme armé», который сменяют два других (менее известных) шлягера, все на французском языке. Примером кводлибета эпохи Ренессанса служит вильянсико Пеньялосы «Por las sierras de Madrid» (ок. 1500 г.), где одновременно звучат (накладываются друг на друга) четыре испанские мелодии. В Германии кводлибеты называли собственным словом Durcheinandermischmäsch. Локальной разновидностью кводлибета в ренессансной Испании считается энсалада (исп. ensalada, букв. «салат»), в ренессансной Франции — фрикассе́ (фр. fricassée букв. «мешанина», «солянка»).

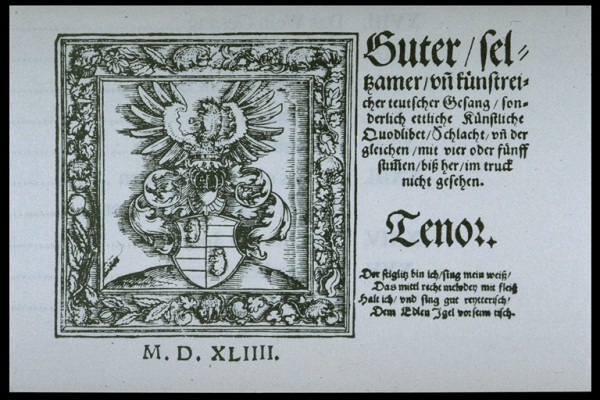
Титульный лист песенника В.Шмельцля

Термин «кводлибет», который ныне используется весьма широко, впервые в истории регистрируется в песеннике под редакцией В. Шмельцля «Доброе, необычайное и искусное немецкое пение», опубликованном в 1544 г. В сборник вошли 25 сочинений разных композиторов (некоторые названы по имени, некоторые анонимны), из них 12 носят название кводлибет, как, например, песня «Так пили они…» (нем. Da trunken sie...).
Самый знаменитый кводлибет эпохи барокко — «Свадебный кводлибет» (или просто «Кводлибет»; BWV 524) И. С. Баха. Это произведение не является кводлибетом в привычном понимании, хотя и представляет собой 10-минутную череду бессмыслицы, шуток, каламбуров, пародий на различные песни и отсылок к другим произведениям искусства. Музыкальная ткань кводлибета имитирует фугу и чакону, в качестве одного из приёмов построения фактуры используется контрапункт. В технике кводлибета также написана 30-я вариация из «Гольдберг-вариаций» (BWV 988), в которой Бах использовал темы двух народных песен — «Ich bin solang nicht bei dir g'west» и «Kraut und Rüben haben mich vertrieben». Другие тематические цитаты в этой пьесе однозначно не идентифицированы и составляют предмет полемики.
К жанру кводлибета обращался и В.А. Моцарт, который написал инструментальную пьесу под названием Gallimathias Musicum («Музыкальная галиматья», KV 32) в 10-летнем возрасте. Четвёртая часть цикла (Пасторела) с её характерным волыночным, гудящим звучанием, вероятно, основана на швабской народной песне. Краткая и лаконичная восьмая часть кводлибета также, возможно, использует музыкальный материал популярной песни. В некоторых эпизодах явно отдаётся предпочтение духовым инструментам (в основном, трубам и рожкам). Части 10 и 15 подражают органным произведениям Эберлина. В части 11 задействовано вступление одной из симфоний Л. Моцарта.
Изредка кводлибет встречается в музыке XX веке (обычно вне рамок развлекательности), например, в финале струнного квартета Дж. Кейджа (1950), во Второй симфонии Ч. Айвза, в «Антиформалистическом райке» Д.Д. Шостаковича

## Другие значения термина
Кводлибетом также называли длинные перечни предметов и их свойств. Такие перечни считались комическими как, например, Lied О.Лассо Hört zu ein neus Gedicht von Nasen zugericht (др. название Das große Nasenlied), представляющая собой каталог различных форм и свойств человеческого носа, кводлибеты-«каталоги» М.Грейтера и др. композиторов о носах, о столовых ложках, о мышах и кошках, о яйцах и мешках и т.д. из песенника Шмельцля (1544).

## Дискография
- 1971 Quodlibets // Capella Lipsiensis (Berlin Classics 0031212BC)
- 1985 Fricassée Parisienne // Ens. Clément Janequin (harmonia mundi HMA 1901174)
- 1987 Ensaladas: Flecha, Heredia, Arauxo // Hespèrion XX (Astrée ES 9961).
- 1994 La Justa. Madrigals and ensaladas from 16th century Catalonia // La Colombina (Accent 94103).
- 2009 Las Ensaladas. Praga 1581 (K 617 K617216).